# Jonathan Crenshaw
 (août 2023).
Jonathan Dale Crenshaw, né en 1972 et le 12 mai 2023, est un artiste américain, sans domicile fixe de South Beach en Floride. 
Il n'a pas de bras et divertit les passants en peignant avec ses pieds,. Il a également été présenté dans One Bite Pizza Reviews de Dave Portnoy.
En 2018, il est accusé d'avoir poignardé Cesar Coronado, 22 ans, à Miami, un touriste de Chicago avec des ciseaux. Selon Crenshaw, Cesar l'a frappé et il agissait en état de légitime défense. Une vidéo de l'incident est devenue virale sur les réseaux sociaux.